# Nekrolog 1. Quartal 1970
Nekrolog
◄◄
| ◄
| 1966
| 1967
| 1968
| 1969
| 1970 | 1971 | 1972 | 1973 | 1974 | ► | ►►
1. Quartal |
2. Quartal |
3. Quartal |
4. Quartal 1970
Weitere Ereignisse | Allgemeiner Nekrolog 1970
Die Beschreibung der verstorbenen Person sollte so kurz wie möglich gehalten sein und nur deren signifikante Tätigkeit(en) enthalten.
Neue Namen ggf. auch unter dem Geburts- und Sterbedatum, also etwa unter 1. Januar und im Geburts- und Sterbejahr (2024) eintragen (nur bei entsprechender großer Wichtigkeit). Für Beispiele siehe die schon vorhandenen Artikel.
Außerdem über die fünf zuletzt Verstorbenen, zu denen es einen ausreichend guten Artikel für eine Präsentation auf der Hauptseite gibt, nach der todesbedingten Überarbeitung der Artikel ggf. auch unter Wikipedia Diskussion:Hauptseite informieren und sie am besten auch in den anderen Wikipedia-Sprachversionen eintragen. Tipp: Regelmäßig bei news.google.de nach „ist tot“, „gestorben“ oder „verstorben“ suchen.
Wenn eine Person gestorben ist, gibt es viele Seiten zu dieser Person in der Wikipedia, die davon auch betroffen sind und entsprechend aktualisiert werden müssen. Beispiele: Namenübersichtsseite, Geburtsjahr, Geburtsort-Seiten und viele mehr.
Wie finde ich die betroffenen Seiten?
Im Suchfeld auf der linken Seite gibt man den Suchbegriff so ein: „Vorname Nachname“. Dann klickt man auf Volltext und alle Seiten mit entsprechendem Suchtext werden aufgerufen. Hier sieht man dann schnell, wo auch das Todesjahr Sinn macht oder sogar ein Teil des Artikels angepasst werden muss. Auch hilft das „Werkzeug“ auf der linken Seite sehr gut, um solche Seiten aufzufinden: „Links auf diese Seite“. Somit ist die Wikipedia wieder aktuell in allen Bereichen! Hinweis: bei Eintragung der Kategorie „Gestorben JAHR“ wird der Missbrauchsfilter 49 ausgelöst, was jedoch nicht schlimm ist. Siehe: Spezial:Missbrauchsfilter/49
Dies ist eine Liste von im ersten Quartal 1970 verstorbenen bekannten Persönlichkeiten. Die Einträge erfolgen innerhalb der einzelnen Daten alphabetisch sortiert. Tiere sind im Nekrolog für Tiere zu finden.

## Januar
| Tag        | Name                                     | Beruf, bekannt als | Alter | Beleg |
| ---------- | ---------------------------------------- | --- | ----- | ----- |
| 1. Januar  | Curt Beckmann                            | deutscher Bildhauer | 68    |       |
| 1. Januar  | Eduard von Borsody                       | österreichischer Filmregisseur und Drehbuchautor                                                                                  | 71    |       |
| 1. Januar  | Freder van Holk                          | deutscher Schriftsteller | 68    |       |
| 1. Januar  | Hugo Jaeger                              | deutscher Fotograf | 69    |       |
| 1. Januar  | Werner Kuhnt                             | deutscher Fußballspieler | 76    |       |
| 1. Januar  | Arnold T. Lamping                        | niederländischer Diplomat | 76    |       |
| 1. Januar  | Richard Lohrmann                         | deutscher Forstmann und Naturschützer                                                                                             | 73    |       |
| 1. Januar  | Howard Scott                             | US-amerikanischer Ingenieur und Aktivist                                                                                          | 79    |       |
| 1. Januar  | Nicolaas Hendrik Swellengrebel           | niederländischer Biologe | 84    |       |
| 1. Januar  | Hans Wentorf                             | deutscher Fußballtorhüter | 70    |       |
| 2. Januar  | Richard J. Dubord                        | US-amerikanischer Anwalt und Politiker                                                                                            | 48    |       |
| 2. Januar  | Pierre Francastel                        | französischer Kunsthistoriker und Hochschullehrer                                                                                 | 69    |       |
| 2. Januar  | Marie Janssen                            | deutsche Bildhauerin, Keramikerin, Puppenspielerin                                                                                | 93    |       |
| 2. Januar  | András Kuttik                            | ungarischer Fußballspieler und -trainer                                                                                           | 73    |       |
| 2. Januar  | Howard Shultz Miller                     | US-amerikanischer Politiker | 90    |       |
| 2. Januar  | Piotr Rytel                              | polnischer Komponist, Musikpädagoge und -kritiker                                                                                 | 85    |       |
| 2. Januar  | Eduard Schneider-Davids                  | deutscher Baumeister, Ingenieur, Baurat                                                                                           | 100   |       |
| 2. Januar  | Otto Stelzer                             | deutscher Kunstwissenschaftler | 55    |       |
| 2. Januar  | Hans Tintelnot                           | deutscher Kunsthistoriker und Maler                                                                                               | 60    |       |
| 3. Januar  | Raúl Aparicio                            | kubanischer Journalist und Schriftsteller                                                                                         |       |       |
| 3. Januar  | Gladys Aylward                           | britische Missionarin in China | 67    |       |
| 3. Januar  | Josef Durry                              | österreichischer Politiker, Mitglied des Bundesrates                                                                              | 88    |       |
| 3. Januar  | Karl Josef Erbs                          | deutscher Architekt, Baubeamter und Hochschullehrer                                                                               | 84    |       |
| 3. Januar  | Karl Hepp                                | deutscher Politiker, MdR, MdB | 80    |       |
| 3. Januar  | Franz Josef zu Hohenlohe-Schillingsfürst | deutscher Genealoge | 75    |       |
| 3. Januar  | Jean du Rivau                            | französischer Theologe und Autor                                                                                                  | 66    |       |
| 3. Januar  | Gert Sellheim                            | deutsch-australischer Architekt und Grafikdesigner                                                                                | 68    |       |
| 4. Januar  | Jürgen Dennert                           | deutscher Politikwissenschaftler, Journalist und Autor                                                                            | 34    |       |
| 4. Januar  | James Edwards                            | US-amerikanischer Schauspieler | 51    |       |
| 4. Januar  | Clayton McMichen                         | US-amerikanischer Countrysänger                                                                                                   | 69    |       |
| 4. Januar  | Dudley Roe                               | US-amerikanischer Politiker | 88    |       |
| 4. Januar  | Hermann Rosenberg                        | Schweizer Münzhändler | 73    |       |
| 4. Januar  | Edith Soterius von Sachsenheim           | siebenbürgisch-sächsische Malerin                                                                                                 | 82    |       |
| 4. Januar  | Oleksa Stefanowytsch                     | ukrainischer Dichter und Literaturkritiker                                                                                        | 70    |       |
| 4. Januar  | Margarete von Uexküll Güldenbandt        | russisch-niederländische Wissenschaftlerin                                                                                        | 96    |       |
| 4. Januar  | Jean-Étienne Valluy                      | französischer General | 70    |       |
| 5. Januar  | Max Born                                 | deutsch-britischer Mathematiker und Nobelpreisträger für Physik                                                                   | 87    |       |
| 5. Januar  | Josefine Detig                           | deutsche Verfolgte des Nationalsozialismus                                                                                        | 76    |       |
| 5. Januar  | Robert Gerhard                           | spanischer Komponist | 73    |       |
| 5. Januar  | John Paul Jones                          | US-amerikanischer Mittelstreckenläufer                                                                                            | 79    |       |
| 5. Januar  | Rose Krenn                               | österreichische Kunsthandwerkerin, Keramikerin und Textilkünstlerin                                                               | 85    |       |
| 5. Januar  | Sylvie                                   | französische Schauspielerin | 87    |       |
| 6. Januar  | Udo von Alvensleben                      | deutscher Landrat | 74    |       |
| 6. Januar  | Rudolf Bohnstedt                         | deutscher Dermatologe | 69    |       |
| 6. Januar  | Fredy Budzinski                          | deutscher Radsport-Journalist | 90    |       |
| 6. Januar  | Hermann Euler                            | deutscher Maler | 69    |       |
| 6. Januar  | Charles R. Hauser                        | US-amerikanischer Chemiker | 69    |       |
| 6. Januar  | Julius Schmidhauser                      | Schweizer Philosoph | 76    |       |
| 6. Januar  | Hans Schröder                            | deutscher Fußballspieler | 63    |       |
| 6. Januar  | Antonio Taffi                            | italienischer Erzbischof und Diplomat des Heiligen Stuhls                                                                         | 72    |       |
| 6. Januar  | Reuben H. Tucker                         | US-amerikanischer 2-Sterne-General                                                                                                | 58    |       |
| 6. Januar  | Heinrich Weber                           | deutscher Komponist | 68    |       |
| 6. Januar  | Robert Hans Wentzel                      | deutscher Bauingenieur, Rektor der RWTH Aachen                                                                                    | 91    |       |
| 7. Januar  | Robert Barrat                            | US-amerikanischer Schauspieler | 80    |       |
| 7. Januar  | Enomoto Ken’ichi                         | japanischer singender Komödiant                                                                                                   | 65    |       |
| 7. Januar  | Krister Hanell                           | schwedischer Althistoriker | 65    |       |
| 7. Januar  | Fritz Heinemann                          | deutscher Philosoph | 80    |       |
| 7. Januar  | Hans Jaksch                              | österreichischer Architekt | 90    |       |
| 7. Januar  | Fritz Schaarschmidt                      | deutscher Architekt | 68    |       |
| 7. Januar  | Villi Sørensen                           | färöischer Lehrer, Journalist und Politiker                                                                                       | 46    |       |
| 7. Januar  | Lorenz Tewes                             | deutscher NSDAP-Funktionär | 71    |       |
| 7. Januar  | Ransome Judson Williams                  | US-amerikanischer Politiker | 78    |       |
| 8. Januar  | Hermann Busse                            | deutscher Maler | 86    |       |
| 8. Januar  | Jani Christou                            | griechischer Komponist | 44    |       |
| 8. Januar  | Luís Eduardo García Rodríguez            | kolumbianischer römisch-katholischer Ordensgeistlicher, Apostolischer Präfekt von Arauca                                          | 62    |       |
| 8. Januar  | Heinrich Oestreich                       | deutscher Politiker, MdL | 65    |       |
| 8. Januar  | Helene Scheu-Riesz                       | Lyrikerin, Erzählerin, Übersetzerin und Herausgeberin                                                                             | 89    |       |
| 9. Januar  | Mieczysław Grydzewski                    | polnischer Zeitungsverleger und Literaturkritiker                                                                                 | 75    |       |
| 9. Januar  | Adam Hefter                              | österreichischer römisch-katholischer Bischof von Gurk                                                                            | 98    |       |
| 9. Januar  | Käthe Krauß                              | deutsche Leichtathletin | 63    |       |
| 9. Januar  | Theodor Odenwald                         | deutscher evangelischer Theologe und Hochschullehrer                                                                              | 80    |       |
| 9. Januar  | Otto Rothe                               | deutscher Vielseitigkeitsreiter                                                                                                   | 45    |       |
| 9. Januar  | Karl Unselt                              | deutscher Schriftsteller | 75    |       |
| 9. Januar  | Geoffrey Marr Vevers                     | britischer Mediziner und Zoologe                                                                                                  | 79    |       |
| 10. Januar | Pawel Iwanowitsch Beljajew               | sowjetischer Kosmonaut | 44    |       |
| 10. Januar | Ralph Creed Meredith                     | neuseeländischer Geistlicher, Badminton- und Cricketspieler                                                                       | 82    |       |
| 10. Januar | Charles Olson                            | US-amerikanischer Dichter | 59    |       |
| 10. Januar | Georges Weill                            | deutscher Redakteur und Politiker, MdR                                                                                            | 87    |       |
| 11. Januar | Albert Bauer                             | Schweizer Politiker | 58    |       |
| 11. Januar | Émile Burie                              | französischer Automobilrennfahrer                                                                                                 | 76    |       |
| 11. Januar | Alfred Hoepffner                         | deutscher Förster und Ministerialbeamter                                                                                          | 89    |       |
| 11. Januar | Hermann Reuter                           | deutscher Bibliothekar und Mundartforscher                                                                                        | 89    |       |
| 11. Januar | Josef Rottenkolber                       | deutscher Historiker | 79    |       |
| 11. Januar | Otto Stabel                              | deutscher Politiker | 71    |       |
| 11. Januar | Hermann Trittelvitz                      | deutscher Politiker, MdB | 60    |       |
| 11. Januar | Paul Wagner                              | deutscher Schauspieler und Synchronsprecher                                                                                       | 70    |       |
| 11. Januar | Kurt Weber                               | deutscher Politiker (LDP, FDP) | 45    |       |
| 11. Januar | Fritz Wiedemann                          | deutscher Offizier und Politiker, MdR, Adjutant Adolf Hitlers                                                                     | 78    |       |
| 11. Januar | Wolf-Dietrich von Witzleben              | deutscher Unternehmer | 83    |       |
| 12. Januar | George Brough                            | britischer Pilot, Motorradrennfahrer, Schriftsteller und Schauspieler                                                             | 79    |       |
| 12. Januar | Abbas Dabylow                            | sowjetisch-karakalpakischer Dichter                                                                                               |       |       |
| 12. Januar | Josef Marte                              | österreichischer Landtagsabgeordneter zum Vorarlberger Landtag                                                                    | 82    |       |
| 12. Januar | Erich Matthes                            | deutscher völkischer Verleger und Heimatforscher                                                                                  | 81    |       |
| 12. Januar | Wilhelmine Moik                          | österreichische Landtagsabgeordnete, Abgeordnete zum Nationalrat                                                                  | 75    |       |
| 12. Januar | Blanche Stuart Scott                     | erste US-Amerikanerin, die ein Flugzeug flog                                                                                      | 80    |       |
| 13. Januar | Holly Mims                               | US-amerikanischer Boxer | 42    |       |
| 13. Januar | Arthur Pieck                             | SED-Funktionär | 70    |       |
| 13. Januar | Philippine Schick                        | deutsche Komponistin | 76    |       |
| 13. Januar | Hans Schregle                            | deutscher Studienrat, Sportfunktionär und Politiker                                                                               | 79    |       |
| 13. Januar | Immo Wymer                               | deutscher Chirurg | 81    |       |
| 14. Januar | Heinrich Fassbender                      | deutscher Physiker und Hochfrequenztechniker                                                                                      | 85    |       |
| 14. Januar | William Feller                           | US-amerikanischer Mathematiker | 63    |       |
| 14. Januar | Helmut Friebe                            | deutscher Offizier, zuletzt Generalleutnant im Zweiten Weltkrieg                                                                  | 75    |       |
| 14. Januar | Annerose Fröhlich                        | deutsche Pädagogin und Historikerin                                                                                               | 76    |       |
| 14. Januar | Siegfried Morenz                         | deutscher Ägyptologe | 55    |       |
| 14. Januar | Oskar Müller                             | deutscher Politiker (KPD), MdL, MdB                                                                                               | 73    |       |
| 14. Januar | Georg Sauerbier                          | Landwirt und Abgeordneter | 83    |       |
| 14. Januar | Theodore R. Schellenberg                 | US-amerikanischer Archivwissenschaftler                                                                                           | 66    |       |
| 14. Januar | Werner Wilk                              | deutscher Schriftsteller, Lektor und Redakteur                                                                                    | 69    |       |
| 14. Januar | Harry MacGregor Woods                    | US-amerikanischer Musiker, Komponist und Textdichter                                                                              | 73    |       |
| 15. Januar | Louis Fischer                            | US-amerikanischer Journalist und Buchautor                                                                                        | 73    |       |
| 15. Januar | Leah Goldberg                            | israelische Autorin | 58    |       |
| 15. Januar | Iwan Lamby                               | schwedischer Segler | 84    |       |
| 15. Januar | Georg Pöch                               | österreichischer Arzt | 74    |       |
| 15. Januar | Ludwig Richter                           | österreichischer Maschinenbauer und Hochschullehrer [Ludwig Karl Friedrich Johann Richter im Wien Geschichte Wiki der Stadt Wien] | 81    |       |
| 15. Januar | Hans Tichy                               | deutscher Rheumatologe, Balneologe und Hochschullehrer                                                                            | 81    |       |
| 15. Januar | Tomisawa Uio                             | japanischer Schriftsteller und Künstler                                                                                           | 67    |       |
| 16. Januar | Karl Ammer                               | österreichischer Sprachwissenschaftler, Indologe, Hochschullehrer                                                                 | 58    |       |
| 16. Januar | Klaus Brauda                             | deutscher Politiker, MdL und Unternehmer                                                                                          | 68    |       |
| 16. Januar | Lem Davis                                | US-amerikanischer Jazz-Altsaxophonist des Swing                                                                                   | 55    |       |
| 16. Januar | Fritz Dittmer                            | deutscher Schriftsteller und Musiker                                                                                              | 80    |       |
| 16. Januar | Hans Gielge                              | österreichischer Lehrer, Volksliedsammler und Heimatpfleger                                                                       | 68    |       |
| 16. Januar | Hans Winterl                             | österreichischer Arbeiterdichter und Schriftsteller                                                                               | 69    |       |
| 16. Januar | Karl Zlatarits                           | österreichischer Politiker, Landtagsabgeordneter im Burgenland                                                                    | 92    |       |
| 17. Januar | Walter Dolch                             | deutscher Bildnis- und Landschaftsmaler, Kunsterzieher und Gymnasialprofessor                                                     | 75    |       |
| 17. Januar | Erwin Fues                               | deutscher theoretischer Physiker                                                                                                  | 77    |       |
| 17. Januar | Guillermo Kolischer                      | polnisch-uruguayischer Pianist und Musikpädagoge                                                                                  | 79    |       |
| 17. Januar | Lindley Murray                           | US-amerikanischer Tennisspieler                                                                                                   | 77    |       |
| 17. Januar | Juan José Paz                            | argentinischer Tangopianist, Bandleader, Arrangeur und Tangokomponist                                                             | 48    |       |
| 17. Januar | Ernst Peschka                            | deutscher Politiker (NSDAP), MdR                                                                                                  | 69    |       |
| 17. Januar | Ona Šimaitė                              | litauische Bibliothekarin, Gerechte unter den Völkern                                                                             | 76    |       |
| 17. Januar | Billy Stewart                            | US-amerikanischer Sänger und Keyboarder                                                                                           | 32    |       |
| 18. Januar | Le Roy D. Downs                          | US-amerikanischer Politiker | 69    |       |
| 18. Januar | Anton Estermann                          | österreichischer Architekt und Politiker                                                                                          | 79    |       |
| 18. Januar | Hans Herwarth von Bittenfeld             | deutscher Politiker, MdL | 82    |       |
| 18. Januar | David O. McKay                           | 9. Präsident der Kirche Jesu Christi der Heiligen der Letzten Tage                                                                | 96    |       |
| 18. Januar | Robert Nicholls                          | australischer Politiker, Sprecher des South Australian House of Assembly                                                          | 80    |       |
| 18. Januar | Alfred N. Phillips                       | US-amerikanischer Politiker | 75    |       |
| 18. Januar | Fannie Tremblay                          | kanadische Schauspielerin und Komikerin                                                                                           | 85    |       |
| 19. Januar | James B. Donovan                         | US-amerikanischer Jurist und Offizier der US Navy                                                                                 | 53    |       |
| 19. Januar | Hamza Humo                               | jugoslawischer Schriftsteller und Kunsthistoriker                                                                                 | 74    |       |
| 19. Januar | Heinrich Kilger der Jüngere              | deutscher Bühnenbildner | 62    |       |
| 19. Januar | Albert Mähl                              | deutscher Schriftsteller und Journalist                                                                                           | 76    |       |
| 19. Januar | Hal March                                | US-amerikanischer Schauspieler | 49    |       |
| 19. Januar | Elisabeth Markus                         | österreichische Schauspielerin und Hörspielsprecherin                                                                             | 74    |       |
| 19. Januar | L. G. McKinley                           | US-amerikanischer Blues-Musiker                                                                                                   | 51    |       |
| 20. Januar | Carl August Emge                         | deutscher Rechtsphilosoph | 83    |       |
| 20. Januar | Paul Fourmarier                          | belgischer Geologe | 92    |       |
| 20. Januar | Albrecht Haas                            | deutscher Politiker, MdB, bayerischer Staatsminister                                                                              | 63    |       |
| 20. Januar | George M. Humphrey                       | US-amerikanischer Geschäftsmann und Finanzminister                                                                                | 79    |       |
| 20. Januar | Hartwig Sievers                          | deutscher Schauspieler und Hörspielsprecher                                                                                       | 67    |       |
| 20. Januar | François Tanguy-Prigent                  | französischer Politiker (SFIO, PSU)                                                                                               | 60    |       |
| 20. Januar | Johannes von Wicht                       | deutschamerikanischer Maler | 81    |       |
| 20. Januar | Rudolf Walzer                            | deutscher Ingenieur, Oberbürgermeister von Ravensburg                                                                             | 80    |       |
| 21. Januar | Franz Aigner                             | österreichischer Gewichtheber | 77    |       |
| 21. Januar | Friedrich Engemann                       | deutscher Architekt, Designer und Hochschullehrer                                                                                 | 71    |       |
| 21. Januar | Thomas McKittrick                        | US-amerikanischer Anwalt und Bankmanager                                                                                          | 80    |       |
| 21. Januar | W. A. R. Wood                            | britischer Diplomat | 91    |       |
| 22. Januar | Friedrich Ludwig                         | deutscher Maler des Expressionismus                                                                                               | 74    |       |
| 23. Januar | Julius Rodenberg                         | deutscher Bibliograf, Bibliothekar und Kunsthistoriker                                                                            | 85    |       |
| 23. Januar | Nell Shipman                             | US-amerikanisch-kanadische Stummfilmschauspielerin                                                                                | 76    |       |
| 23. Januar | Ernst Hellmut Vits                       | deutscher Unternehmer und Wirtschaftsjurist                                                                                       | 66    |       |
| 24. Januar | Willy Bastian                            | deutscher Denkmalpfleger und Museumsrat                                                                                           | 77    |       |
| 24. Januar | Frank H. Hankins                         | US-amerikanischer Soziologe und Anthropologe                                                                                      | 92    |       |
| 24. Januar | Mary Phelps Jacob                        | US-amerikanische Erfinderin | 78    |       |
| 24. Januar | David Rittenberg                         | US-amerikanischer Biochemiker | 63    |       |
| 24. Januar | Gustav Siegel                            | österreichischer Innenarchitekt und Möbeldesigner                                                                                 | 90    |       |
| 25. Januar | Rita Angus                               | neuseeländische Malerin | 61    |       |
| 25. Januar | Jane Bathori                             | französische Opernsängerin (Sopran)                                                                                               | 92    |       |
| 25. Januar | Marta Gäbler                             | deutsche Politikerin, MdV | 69    |       |
| 25. Januar | Anton Hilckman                           | deutscher Volkskundler und Publizist                                                                                              | 69    |       |
| 25. Januar | Ludwig König                             | deutscher Gärtnermeister und Bayerischer Senator                                                                                  | 68    |       |
| 25. Januar | Werner Liebau                            | deutscher Wirtschaftswissenschaftler und Hochschullehrer                                                                          | 72    |       |
| 25. Januar | Eiji Tsuburaya                           | japanischer Spezialeffektkünstler und Kameramann                                                                                  | 68    |       |
| 26. Januar | Fritz Behn                               | deutscher Bildhauer | 91    |       |
| 26. Januar | August Stieren                           | deutscher Prähistoriker | 84    |       |
| 26. Januar | Paul Windels                             | deutscher Verwaltungsbeamter | 86    |       |
| 27. Januar | Bernard Barbey                           | Schweizer Schriftsteller, Offizier und Diplomat                                                                                   | 69    |       |
| 27. Januar | Marietta Blau                            | österreichische Physikerin | 75    |       |
| 27. Januar | Hermann Busse                            | deutscher Jurist und Politiker, MdB                                                                                               | 66    |       |
| 27. Januar | Richard Donnevert                        | deutscher Zahnarzt und Politiker, MdR                                                                                             | 73    |       |
| 27. Januar | Rudolf Felmayer                          | österreichischer Schriftsteller                                                                                                   | 72    |       |
| 27. Januar | Erich Heckel                             | deutscher Maler des Expressionismus                                                                                               | 86    |       |
| 27. Januar | Friedrich Inhauser                       | Salzburger Maler und Grafiker | 68    |       |
| 27. Januar | Année Rinzes de Jong                     | niederländischer Autor und Anarchist                                                                                              | 86    |       |
| 27. Januar | Theodor Kittel                           | deutscher Verwaltungsjurist | 86    |       |
| 27. Januar | Hans Theodor Schreus                     | deutscher Dermatologe, Radiologe und Hochschullehrer                                                                              | 77    |       |
| 28. Januar | Werner Caskel                            | deutscher Historiker, Professor für Orientalische Philologie                                                                      | 73    |       |
| 28. Januar | Erwin Hasbach                            | deutsch-polnischer Politiker, Mitglied des Sejm                                                                                   | 94    |       |
| 28. Januar | Marta Hegemann                           | deutsche Graphikerin und Malerin                                                                                                  | 75    |       |
| 28. Januar | William J. Holloway                      | US-amerikanischer Politiker | 81    |       |
| 28. Januar | William C. Lantaff                       | US-amerikanischer Politiker | 56    |       |
| 28. Januar | Martha Maas                              | deutsche Fotografin | 76    |       |
| 28. Januar | Paul Schmidt                             | deutscher baptistischer Geistlicher und Politiker, MdR                                                                            | 81    |       |
| 28. Januar | Gerard Sweetman                          | irischer Politiker | 61    |       |
| 28. Januar | Seyyed Hassan Taqizadeh                  | iranischer Wissenschaftler, Publizist, Abgeordneter, Minister, Diplomat und Botschafter Irans                                     | 91    |       |
| 29. Januar | Wiktor Fjodorowitsch Bolchowitinow       | sowjetischer Flugzeugkonstrukteur                                                                                                 | 70    |       |
| 29. Januar | Thelma Furness, Viscountess Furness      | US-amerikanische Schauspielerin, Mätresse von König Eduard VIII                                                                   | 65    |       |
| 29. Januar | Lawren Harris                            | kanadischer Maler | 84    |       |
| 29. Januar | Basil Liddell Hart                       | britischer Militär-Historiker und Korrespondent                                                                                   | 74    |       |
| 29. Januar | Kate Kühl                                | deutsche Kabarettistin | 70    |       |
| 29. Januar | Marie-Laure de Noailles                  | französische Schriftstellerin, Dichterin und Malerin                                                                              | 67    |       |
| 29. Januar | Muhammed Taher Pascha                    | ägyptischer Arzt und Gründer der Mittelmeerspiele                                                                                 |       |       |
| 29. Januar | Franz Wehner                             | deutscher Politiker | 71    |       |
| 30. Januar | Nikolaus Adler                           | deutscher katholischer Theologe                                                                                                   | 68    |       |
| 30. Januar | Walter Baumgartner                       | Schweizer evangelisch-reformierter Theologe und Alttestamentler                                                                   | 82    |       |
| 30. Januar | Karl Degenkolb                           | deutscher Wirtschaftswissenschaftler und Hochschullehrer                                                                          | 50    |       |
| 30. Januar | Friedrich Delekat                        | deutscher evangelischer Theologe                                                                                                  | 77    |       |
| 30. Januar | Curt Frenzel                             | deutscher Pädagoge und sozialdemokratischer Journalist                                                                            | 69    |       |
| 30. Januar | Malcolm Keen                             | britischer Schauspieler | 82    |       |
| 30. Januar | Rose Stoppel                             | erste Professorin für Botanik in Deutschland                                                                                      | 95    |       |
| 30. Januar | Hans Zangemeister                        | deutscher Mediziner und Hochschullehrer                                                                                           | 62    |       |
| 31. Januar | Abe Aaron                                | kanadischer Jazz-Klarinettist und -saxophonist                                                                                    | 60    |       |
| 31. Januar | Fritz Bayerlein                          | deutscher Generalleutnant im Zweiten Weltkrieg                                                                                    | 71    |       |
| 31. Januar | James Borland                            | britischer Eishockeyspieler | 59    |       |
| 31. Januar | Cheng Tien-hsi                           | chinesischer Jurist, Politiker und Diplomat                                                                                       | 85    |       |
| 31. Januar | Slim Harpo                               | US-amerikanischer Blues-Musiker                                                                                                   | 46    |       |
| 31. Januar | Paul Hart                                | deutscher Verwaltungsbeamter und Politiker                                                                                        | 85    |       |
| 31. Januar | Michail Leontjewitsch Mil                | russischer Hubschrauberkonstrukteur                                                                                               | 60    |       |
| 31. Januar | Ursel Peter                              | österreichische Dichterin | 46    |       |
| 31. Januar | Ernst Runge                              | deutscher Politiker (FDP) | 79    |       |
| 31. Januar | Walter Schmidt                           | deutscher Arzt, an der Aktion T4 beteiligt                                                                                        | 59    |       |
| Januar     | Otto Julius Zobel                        | US-amerikanischer Elektrotechniker                                                                                                | 82    |       |

## Februar
| Tag         | Name                                     | Beruf, bekannt als                                                          | Alter | Beleg |
| ----------- | ---------------------------------------- | --------------------------------------------------------------------------- | ----- | ----- |
| 1. Februar  | Eugène Christophe                        | französischer Radrennfahrer                                                 | 85    |       |
| 1. Februar  | Rosie Dolly                              | US-amerikanische Tänzerin                                                   | 77    |       |
| 1. Februar  | Hugo Hecht                               | US-amerikanischer Dermatologe und Venerologe böhmischer Herkunft            | 86    |       |
| 1. Februar  | Glenard P. Lipscomb                      | US-amerikanischer Politiker                                                 | 54    |       |
| 1. Februar  | Matthias Mertens                         | deutscher Geistlicher und NS-Opfer                                          | 63    |       |
| 1. Februar  | Alfréd Rényi                             | ungarischer Mathematiker                                                    | 48    |       |
| 1. Februar  | Ernst Waldinger                          | österreichischer Lyriker und Essayist                                       | 73    |       |
| 2. Februar  | Rafael Emilio Arté                       | dominikanischer Musiker und Musikpädagoge                                   | 96    |       |
| 2. Februar  | Carlos Teo Cruz                          | dominikanischer Boxer im Leichtgewicht                                      | 32    |       |
| 2. Februar  | Bertrand Russell                         | britischer Mathematiker und Philosoph                                       | 97    |       |
| 2. Februar  | Hannah Ryggen                            | schwedisch-norwegische Textilkünstlerin                                     | 75    |       |
| 3. Februar  | Heinrich Behmann                         | deutscher Mathematiker                                                      | 79    |       |
| 3. Februar  | Gregori Chmara                           | ukrainischstämmiger Schauspieler                                            | 91    |       |
| 3. Februar  | Ralph Hammeras                           | US-amerikanischer Filmtechniker, Kameramann und Szenenbildner               | 75    |       |
| 3. Februar  | Sven Helander                            | schwedischer Nationalökonom                                                 | 80    |       |
| 3. Februar  | Eduard Jäger                             | deutscher Politiker, MdL                                                    | 75    |       |
| 3. Februar  | Edwin Carlile Litsey                     | US-amerikanischer Dichter und Schriftsteller                                | 95    |       |
| 3. Februar  | Günter Machemehl                         | deutscher Maler des Nachexpressionismus                                     | 58    |       |
| 3. Februar  | Eino Railio                              | finnischer Turner                                                           | 83    |       |
| 4. Februar  | Charlie Alexander                        | US-amerikanischer Jazzpianist                                               | 79    |       |
| 4. Februar  | Louise Bogan                             | US-amerikanische Autorin und Literaturkritikerin                            | 72    |       |
| 4. Februar  | Joaquim Mattoso Câmara Júnior            | brasilianischer Romanist, Lusitanist und Linguist                           | 65    |       |
| 4. Februar  | Mario Demarco                            | argentinischer Bandoneonist, Bandleader, Tangokomponist und Arrangeur       | 52    |       |
| 4. Februar  | Wolfgang Denk                            | österreichischer Chirurg                                                    | 87    |       |
| 4. Februar  | Louis Laufray                            | französischer Schwimmer und Wasserballspieler                               | 88    |       |
| 04. Februar | Torsten Lord                             | schwedischer Segler                                                         | 65    |       |
| 4. Februar  | Rezső Manninger                          | ungarischer Veterinärmediziner und Hochschullehrer                          | 79    |       |
| 4. Februar  | Winthrop Palmer                          | US-amerikanischer Eishockeyspieler                                          | 63    |       |
| 4. Februar  | Paul Papke                               | deutscher Politiker, MdR und Landrat in Brandenburg                         | 73    |       |
| 4. Februar  | René Ricolfi-Doria                       | Schweizer Schwimmer und Wasserballspieler                                   | 68    |       |
| 4. Februar  | Willy Steinhauer                         | deutscher Politiker, MdL                                                    | 71    |       |
| 4. Februar  | Martinus Vlietman                        | niederländischer Radrennfahrer                                              | 69    |       |
| 5. Februar  | Eduard Fraenkel                          | deutsch-englischer Altphilologe                                             | 81    |       |
| 5. Februar  | Ben F. Jensen                            | US-amerikanischer Politiker                                                 | 77    |       |
| 5. Februar  | Paul Ruden                               | deutscher Luftfahrt-Experte und Hochschullehrer                             | 66    |       |
| 6. Februar  | Ladislav Heller                          | tschechoslowakischer Radrennfahrer                                          | 31    |       |
| 6. Februar  | Roscoe Karns                             | US-amerikanischer Schauspieler                                              | 78    |       |
| 6. Februar  | Anton Lissner                            | deutscher Chemiker und Techniker                                            | 84    |       |
| 6. Februar  | Richard Owe                              | deutscher Politiker (NSDAP), MdR                                            | 80    |       |
| 6. Februar  | Paul Preuss                              | deutscher Politiker, MdL                                                    | 72    |       |
| 6. Februar  | Manuel da Silveira d’Elboux              | brasilianischer Erzbischof von Curitiba                                     | 65    |       |
| 6. Februar  | Ferdinand Streb                          | deutscher Architekt                                                         | 62    |       |
| 6. Februar  | Charles L. Terry                         | US-amerikanischer Jurist und Politiker                                      | 69    |       |
| 6. Februar  | Kurt Winkhaus                            | deutscher Generalrichter der Luftwaffe im Zweiten Weltkrieg                 | 71    |       |
| 7. Februar  | Luis María Altamirano y Bulnes           | mexikanischer Erzbischof von Morelia                                        | 82    |       |
| 7. Februar  | Alfred Deisinger                         | deutscher Kommunalpolitiker                                                 | 84    |       |
| 7. Februar  | Keen Johnson                             | US-amerikanischer Politiker                                                 | 74    |       |
| 7. Februar  | Percival R. Kirby                        | südafrikanischer Ethnomusikologe und Hochschullehrer                        | 82    |       |
| 7. Februar  | Hans Kroch                               | deutscher Bankier                                                           | 82    |       |
| 7. Februar  | Elila Mena                               | dominikanische Pianistin und Musikpädagogin                                 | 51    |       |
| 7. Februar  | Kurt Neubert                             | deutscher Kameramann                                                        | 69    |       |
| 7. Februar  | Arno Saarinen                            | finnischer Turner                                                           | 85    |       |
| 8. Februar  | Elmer Dyer                               | US-amerikanischer Kameramann                                                | 77    |       |
| 8. Februar  | Walther K. J. E. Frahm                   | deutscher Kunstmaler und Graphiker                                          | 86    |       |
| 8. Februar  | Jakob Martin Pettersen                   | norwegischer Politiker                                                      | 70    |       |
| 8. Februar  | Fritz Reusch                             | deutscher Musikpädagoge                                                     | 73    |       |
| 8. Februar  | Arthur H. Steinhaus                      | US-amerikanischer Sportphysiologe                                           | 72    |       |
| 9. Februar  | Italo Gariboldi                          | italienischer General                                                       | 90    |       |
| 9. Februar  | Leo Moser                                | österreichisch-kanadischer Mathematiker                                     | 48    |       |
| 9. Februar  | Benno Reifenberg                         | deutscher Journalist, Schriftsteller und Publizist                          | 77    |       |
| 9. Februar  | Alexander Robertson                      | schottischer Chemiker                                                       | 73    |       |
| 9. Februar  | Otto Stegmüller                          | römisch-katholischer Theologe                                               | 63    |       |
| 10. Februar | Humberto Aberle                          | salvadorianischer Luftfahrtpionier                                          | 78    |       |
| 10. Februar | Abe Attell                               | US-amerikanischer Boxer                                                     | 85    |       |
| 10. Februar | Michael Eisler-Terramare                 | österreichischer Pathologe                                                  | 93    |       |
| 10. Februar | Hans Marschall                           | deutscher Politiker und Publizist, MdL                                      | 76    |       |
| 10. Februar | Otto Mayer                               | Schweizer Sportfunktionär                                                   | 69    |       |
| 10. Februar | Günther Nebelung                         | deutscher Jurist und Senatspräsident am Volksgerichtshof                    | 73    |       |
| 10. Februar | Alfred Roberts                           | britischer Kaufmann, Laienprediger und Kommunalpolitiker                    | 77    |       |
| 10. Februar | Kurt Täufel                              | deutscher Lebensmittelchemiker und Ernährungswissenschaftler                | 77    |       |
| 11. Februar | Emil Ábrányi                             | ungarischer Komponist und Dirigent                                          | 87    |       |
| 11. Februar | H. M. Bateman                            | britischer Zeichner, Karikaturist und Cartoonist                            | 82    |       |
| 11. Februar | Clotilde Brière-Misme                    | französische Bibliothekarin, Kunstkritikerin und Kunsthistorikerin          | 80    |       |
| 11. Februar | Gordon Maskew Fair                       | US-amerikanischer Ingenieur und Umweltwissenschaftler                       | 75    |       |
| 11. Februar | Franz Pauli                              | deutscher Glasmaler                                                         | 42    |       |
| 11. Februar | Jorge Vélez                              | mexikanischer Schauspieler und Filmproduzent                                |       |       |
| 12. Februar | Ishman Bracey                            | US-amerikanischer Bluesmusiker                                              | 69    |       |
| 12. Februar | Elfriede Brinkmann-Brose                 | deutsche Malerin                                                            | 82    |       |
| 12. Februar | Gerda Bruns                              | deutsche Klassische Archäologin                                             | 64    |       |
| 12. Februar | Guy Endore                               | US-amerikanischer Schriftsteller                                            | 69    |       |
| 12. Februar | Otto Gauß                                | deutscher Organist und Komponist                                            | 92    |       |
| 12. Februar | Hermann Harkort                          | deutscher Unternehmer                                                       | 88    |       |
| 12. Februar | Patrick von Kalckreuth                   | deutscher Landschafts- und Marinemaler                                      | 71    |       |
| 12. Februar | Josef Kuchen                             | deutscher Maler                                                             | 62    |       |
| 12. Februar | Julius Moser                             | deutscher Unternehmer, Ehrenpräsident der Industrie- und Handelskammer      | 87    |       |
| 12. Februar | Karl Raddatz                             | deutscher Antifaschist, MdV (VVN)                                           | 65    |       |
| 12. Februar | Kurt Schumann                            | deutscher Reformpädagoge und sächsischer Heimatforscher                     | 84    |       |
| 12. Februar | Johan Strand Johansen                    | norwegischer Politiker (NKP), Minister und Journalist                       | 67    |       |
| 12. Februar | Zoltán Török                             | ungarischer Ruderer                                                         | 70    |       |
| 12. Februar | Wang Zhao                                | Politiker der Volksrepublik China                                           |       |       |
| 13. Februar | Paul Camenisch                           | Schweizer Architekt, Zeichner und Maler                                     | 76    |       |
| 13. Februar | Hermann Hampe                            | deutscher Architekt, Leiter des Evangelischen Kirchenbauamts Baden          | 65    |       |
| 13. Februar | Hans-Jürgen Krahl                        | deutscher Studentenaktivist der 68er-Bewegung                               | 27    |       |
| 13. Februar | Erich Krewet                             | deutscher Kommunist und Widerstandskämpfer gegen den Nationalsozialismus    | 69    |       |
| 13. Februar | Rudolf Pikola                            | deutscher Politiker                                                         | 53    |       |
| 13. Februar | Werner Ranz                              | deutscher Rechtsanwalt und Notar                                            | 77    |       |
| 13. Februar | Albert Sharpe                            | irischer Schauspieler                                                       | 84    |       |
| 13. Februar | Pekka Vanninen                           | finnischer Skilangläufer                                                    | 59    |       |
| 14. Februar | Arthur Edeson                            | US-amerikanischer Kameramann                                                | 78    |       |
| 14. Februar | Bo Ericson                               | schwedischer Hammerwerfer                                                   | 51    |       |
| 14. Februar | Gilbert Mitchison, Baron Mitchison       | britischer Offizier, Mitglied des House of Commons und Rechtsanwalt         | 75    |       |
| 14. Februar | Harry Stradling Sr.                      | US-amerikanischer Kameramann                                                | 68    |       |
| 15. Februar | Gertrud Busch                            | deutsche Schriftstellerin und Vortragskünstlerin                            | 77    |       |
| 15. Februar | Alexandros Chalkokondylis                | griechischer Leichtathlet                                                   |       |       |
| 15. Februar | Frank Clement                            | britischer Automobilrennfahrer                                              | 81    |       |
| 15. Februar | Hugh Dowding, 1. Baron Dowding           | britischer Offizier der Royal Air Force                                     | 87    |       |
| 15. Februar | Hans Gollnick                            | deutscher General der Infanterie im Zweiten Weltkrieg                       | 77    |       |
| 15. Februar | Dimitrios Loundras                       | griechischer Turner                                                         | 84    |       |
| 15. Februar | Margaret Miller Brown                    | kanadische Pianistin und Musikpädagogin                                     | 66    |       |
| 15. Februar | Dora Peyser                              | deutsch-australische Sozialarbeiterin                                       | 65    |       |
| 15. Februar | Paul Werner                              | SS-Führer und Ministerialrat im Reichssicherheitshauptamt                   | 69    |       |
| 16. Februar | Wolfgang Dyck                            | deutscher Evangelist                                                        | 39    |       |
| 16. Februar | Helga Kreuter-Eggemann                   | deutsche Kunsthistorikerin                                                  |       |       |
| 16. Februar | Margaretha von Plessen                   | deutsche Malerin                                                            | 75    |       |
| 16. Februar | Francis Peyton Rous                      | US-amerikanischer Pathologe                                                 | 90    |       |
| 16. Februar | Fernando Schiavetti                      | italienischer Antifaschist, Politiker und Journalist                        | 77    |       |
| 16. Februar | Carl de Vogt                             | deutscher Schauspieler                                                      | 84    |       |
| 17. Februar | Samuel Agnon                             | hebräischer Schriftsteller                                                  | 81    |       |
| 17. Februar | Friedrich Bassenge                       | deutscher Philosoph, Herausgeber und Lektor                                 | 68    |       |
| 17. Februar | Willy Huhn                               | deutscher rätekommunistischer Theoretiker                                   | 61    |       |
| 17. Februar | Willis Jackson, Baron Jackson of Burnley | britischer Elektroingenieur und Hochschullehrer                             | 65    |       |
| 17. Februar | Felix Machatschki                        | österreichischer Mineraloge                                                 | 74    |       |
| 17. Februar | Thaddeus M. Machrowicz                   | US-amerikanischer Politiker                                                 | 70    |       |
| 17. Februar | Andrij Malyschko                         | ukrainischer Dichter, Übersetzer und Literaturkritiker                      | 57    |       |
| 17. Februar | Dore Mönkemeyer-Corty                    | deutsche Gebrauchsgrafikerin und Plakatkünstlerin                           | 79    |       |
| 17. Februar | Alfred Newman                            | US-amerikanischer Komponist                                                 | 68    |       |
| 18. Februar | John Miller Baer                         | US-amerikanischer Politiker                                                 | 83    |       |
| 18. Februar | Lasar Dobritsch                          | bulgarischer Artist                                                         | 88    |       |
| 18. Februar | Joseph-Roméo Gagnon                      | kanadischer römisch-katholischer Bischof von Edmundston                     | 66    |       |
| 18. Februar | Louis G. Henyey                          | US-amerikanischer Astrophysiker                                             | 60    |       |
| 18. Februar | Stephan Hirzel                           | deutscher Architekt, Grafiker, Hochschullehrer                              | 70    |       |
| 18. Februar | Jim Holdaway                             | englischer Comiczeichner                                                    |       |       |
| 18. Februar | Kurosu Kōnosuke                          | japanischer Mathematiker                                                    | 77    |       |
| 18. Februar | Martin Mendgen                           | deutscher Maler und Kunstlehrer                                             | 77    |       |
| 18. Februar | Rudolf von Roman                         | deutscher General der Artillerie                                            | 76    |       |
| 18. Februar | Bob Russell                              | US-amerikanischer Komponist und Textdichter                                 | 55    |       |
| 18. Februar | Geert Ruygers                            | niederländischer Politiker und Journalist                                   | 58    |       |
| 19. Februar | Hermann M. von Eelking                   | deutscher Journalist                                                        | 83    |       |
| 19. Februar | Ralph Flanders                           | US-amerikanischer Maschinenbauingenieur und US-Senator                      | 89    |       |
| 19. Februar | Otto Heller                              | tschechoslowakisch-britischer Kameramann                                    | 73    |       |
| 19. Februar | Hanns Lange                              | deutscher Kammersänger                                                      | 78    |       |
| 19. Februar | Gaston Modot                             | französischer Filmschauspieler                                              | 82    |       |
| 19. Februar | Jules Munshin                            | US-amerikanischer Schauspieler                                              | 54    |       |
| 20. Februar | Stanhope Bayne-Jones                     | US-amerikanischer Mikrobiologe und Militärarzt                              | 81    |       |
| 20. Februar | Karl Bender                              | deutscher Politiker                                                         | 89    |       |
| 20. Februar | Johannes Büll                            | Hamburgischer Senator, MdHB, MdR                                            | 91    |       |
| 20. Februar | João Café Filho                          | Präsident Brasiliens                                                        | 71    |       |
| 20. Februar | Friedhelm Dohmann                        | deutscher Politiker, MdB                                                    | 38    |       |
| 20. Februar | Sepp Frank                               | deutscher Glasmaler und Grafiker                                            | 80    |       |
| 20. Februar | Hugo Lous Mohr                           | norwegischer Maler                                                          | 80    |       |
| 20. Februar | Johannes Pfeiffer                        | deutscher Schriftsteller, Literaturwissenschaftler und Philosoph            | 67    |       |
| 20. Februar | Tüdel Weller                             | deutscher Journalist und Schriftsteller                                     | 67    |       |
| 20. Februar | Albert Wolff                             | französischer Dirigent und Komponist                                        | 86    |       |
| 21. Februar | Günther Bock                             | Direktor der Deutschen Versuchsanstalt für Luftfahrt                        | 71    |       |
| 21. Februar | Rudolf Crisolli                          | deutscher Fernsehjournalist                                                 | 37    |       |
| 21. Februar | Peter Tatsuo Doi                         | römisch-katholischer Erzbischof von Tokio, Kardinal                         | 77    |       |
| 21. Februar | László Erdey                             | ungarischer Chemiker                                                        | 60    |       |
| 21. Februar | Arnold Marlé                             | deutscher Schauspieler und Theaterregisseur                                 | 82    |       |
| 21. Februar | Wilhelm Nagengast                        | deutscher Politiker, MdL                                                    | 77    |       |
| 21. Februar | Gerhard Scholz                           | deutscher Fußballspieler                                                    | 34    |       |
| 21. Februar | Johannes Semper                          | estnischer Schriftsteller und Politiker                                     | 77    |       |
| 21. Februar | Gustava von Veith                        | deutsche Aquarellmalerin und Expressionistin                                |       |       |
| 22. Februar | Georg Benedix                            | deutscher Sportorganisator und Sportfunktionär                              | 93    |       |
| 22. Februar | Dora Boothby                             | britische Badminton- und Tennisspielerin                                    | 88    |       |
| 22. Februar | Hermine Cloeter                          | österreichische Schriftstellerin und Kunsthistorikerin                      | 91    |       |
| 22. Februar | Kurt Saucke                              | deutscher Buchhändler und Verleger                                          | 74    |       |
| 22. Februar | Eddie Selzer                             | US-amerikanischer Filmproduzent                                             | 77    |       |
| 23. Februar | Hildegard Fränzel                        | deutsche Schauspielerin                                                     |       |       |
| 23. Februar | Paul Gottschalk                          | deutschamerikanischer Buchantiquar und Autor                                | 89    |       |
| 23. Februar | Hertha Klust                             | deutsche Pianistin                                                          |       |       |
| 23. Februar | Charles Koch                             | österreichischer Entomologe                                                 | 66    |       |
| 23. Februar | Adolf Leweke                             | deutscher Politiker, MdL                                                    | 78    |       |
| 23. Februar | Theodor Prachensky                       | österreichischer Architekt und Maler                                        | 81    |       |
| 24. Februar | Josef Bachmann                           | deutscher Attentäter                                                        | 25    |       |
| 24. Februar | Franz Braun                              | deutscher Politiker                                                         | 71    |       |
| 24. Februar | Bernhard Ecks                            | deutscher Politiker und Agent der Kommunistischen Partei Deutschlands (KPD) | 85    |       |
| 24. Februar | Hieronymus Merkle                        | deutscher Politiker (NSDAP), MdR                                            | 82    |       |
| 24. Februar | Conrad Nagel                             | US-amerikanischer Filmschauspieler                                          | 72    |       |
| 24. Februar | Hermann Wilhelm                          | deutscher Maler und Hochschullehrer                                         | 72    |       |
| 25. Februar | Otto Droge                               | deutscher Architekt                                                         | 84    |       |
| 25. Februar | Rolf Habild                              | deutscher Jurist und Verwaltungsbeamter                                     | 66    |       |
| 25. Februar | Jakob Maria Josef Hart                   | deutscher Priester, Dechant und Ehrendomherr                                | 83    |       |
| 25. Februar | Iwan Jermatschenka                       | weißrussischer Nazikollaborateur, Politiker und Aktivist                    | 75    |       |
| 25. Februar | Walter A. Koch                           | deutscher Astrologe und Buchautor                                           | 74    |       |
| 25. Februar | Siegfried Lang                           | Schweizer Philologe, Dichter und Übersetzer                                 | 82    |       |
| 25. Februar | John Mulholland                          | US-amerikanischer Zauberkünstler                                            | 71    |       |
| 25. Februar | Fritz Rieter-Wieland                     | Schweizer Offizier und Herausgeber                                          | 82    |       |
| 25. Februar | Mark Rothko                              | US-amerikanischer Maler                                                     | 66    |       |
| 26. Februar | Lily Branscombe                          | neuseeländische Bühnen- und Filmschauspielerin                              | 92    |       |
| 26. Februar | Milt Fankhouser                          | US-amerikanischer Automobilrennfahrer                                       | 54    |       |
| 26. Februar | Ethel Leginska                           | englische Pianistin, Dirigentin und Komponistin                             | 83    |       |
| 26. Februar | Hans von Lex                             | deutscher Politiker, MdR und Präsident des Deutschen Roten Kreuzes          | 76    |       |
| 26. Februar | Lemuel Mathewson                         | Generalleutnant der US-Armee                                                | 70    |       |
| 26. Februar | Irina Alexandrowna Romanowa              | Prinzessin von Russland                                                     | 74    |       |
| 26. Februar | Otto Schniewind                          | Ministerialdirektor im Reichswirtschaftsministerium                         | 82    |       |
| 26. Februar | Stanoje Simić                            | jugoslawischer Politiker und Diplomat                                       | 76    |       |
| 27. Februar | Marie Dionne                             | kanadische Kinderdarstellerin und Fünfling                                  | 35    |       |
| 27. Februar | Reizō Fukuhara                           | japanischer Fußballspieler und -trainer                                     | 38    |       |
| 27. Februar | Milton J. Husky                          | US-amerikanischer Soldat und Politiker                                      | 47    |       |
| 27. Februar | Michael Lewis                            | britischer Marinehistoriker                                                 | 80    |       |
| 27. Februar | R. H. Bruce Lockhart                     | britischer Diplomat                                                         | 82    |       |
| 27. Februar | Hermann Marsian                          | deutscher Fabrikant                                                         | 67    |       |
| 27. Februar | Jewgeni Alexandrowitsch Mursin           | russischer Ingenieur und Erfinder des ANS-Synthesizers                      | 55    |       |
| 28. Februar | Norbert Brodine                          | US-amerikanischer Kameramann                                                | 73    |       |
| 28. Februar | Margarete von Bukovics                   | österreichische Theaterschauspielerin                                       | 77    |       |
| 28. Februar | Arthur Essing                            | deutscher Radrennfahrer                                                     | 65    |       |
| 28. Februar | Friedrich Giese                          | deutscher Musiklehrer und Musikforscher                                     | 87    |       |
| 28. Februar | Vermund Larsen                           | dänischer Möbeldesigner und Produzent                                       | 61    |       |
| 28. Februar | James A. Porter                          | afroamerikanischer Maler, Kunsthistoriker und Hochschullehrer               | 64    |       |
| 28. Februar | Frithjof Rüde                            | deutscher Schauspieler und Regisseur                                        | 64    |       |
| 28. Februar | Otto Ernst Sutter                        | deutscher Schriftsteller                                                    | 85    |       |
| Februar     | Louis Lecompte                           | kanadischer Eishockeyspieler und -schiedsrichter                            | 55    |       |
| Februar     | A. W. Watkins                            | britischer Tontechniker und Toningenieur                                    | 74    |       |

## März
| Tag      | Name                                         | Beruf, bekannt als                                                                                     | Alter | Beleg |
| -------- | -------------------------------------------- | --- | ----- | ----- |
| 1. März  | Alexander Abt                                | deutscher Offizier, Generalmajor der Wehrmacht im Zweiten Weltkrieg                                    | 77    |       |
| 1. März  | Franziska Baumgarten-Tramer                  | Schweizer Arbeitspsychologin und Universitätslehrerin                                                  | 80    |       |
| 1. März  | Hermann Gaisbichler                          | österreichischer Landtagsabgeordneter, Mitglied des Bundesrates                                        | 70    |       |
| 1. März  | Lucille Hegamin                              | US-amerikanische Blues-Sängerin                                                                        | 75    |       |
| 1. März  | Walter Hübner                                | deutscher Anglist, Didaktiker und Hochschullehrer                                                      | 86    |       |
| 1. März  | Toshio Iwatani                               | japanischer Fußballspieler                                                                             | 44    |       |
| 1. März  | Sven Nilsson                                 | schwedischer Opern- und Konzertsänger                                                                  | 71    |       |
| 1. März  | Joseph Schechtman                            | russischer Journalist und Sozialwissenschaftler                                                        | 78    |       |
| 1. März  | James B. Utt                                 | US-amerikanischer Politiker                                                                            | 70    |       |
| 1. März  | Paul Winter                                  | deutscher Musiker und Komponist                                                                        | 76    |       |
| 2. März  | Emile Barnes                                 | US-amerikanischer Jazz-Klarinettist                                                                    | 78    |       |
| 2. März  | Ria Bartok                                   | französische Pop-Sängerin deutscher Herkunft                                                           | 27    |       |
| 2. März  | Paulo de Tarso Campos                        | brasilianischer Erzbischof von Campinas                                                                | 74    |       |
| 2. März  | Daniel Frost Comstock                        | US-amerikanischer Physiker und Ingenieur                                                               | 86    |       |
| 2. März  | Marc-Aurèle Fortin                           | kanadischer Maler, Aquarellist, Grafiker und Zeichner                                                  | 81    |       |
| 2. März  | Bernhard Husfeld                             | deutscher Agrarwissenschaftler                                                                         | 69    |       |
| 2. März  | Karl Meitinger                               | deutscher Architekt und Baubeamter                                                                     | 88    |       |
| 2. März  | Bernard Robinson                             | britischer Filmarchitekt                                                                               | 57    |       |
| 2. März  | Else Rosenfeld                               | deutsche Sozialarbeiterin und Schriftstellerin                                                         | 78    |       |
| 2. März  | Joseph Vialatoux                             | französischer Philosoph                                                                                | 89    |       |
| 3. März  | Wilhelm Corsten                              | Geheimsekretär des Kölner Erzbischofs Karl Joseph Schulte                                              | 79    |       |
| 3. März  | Adolf Herte                                  | deutscher römisch-katholischer Theologe                                                                | 82    |       |
| 3. März  | Maria Meyer-Sevenich                         | deutsche Politikerin, MdL                                                                              | 62    |       |
| 3. März  | Walter Emil Vock                             | deutscher Archivar                                                                                     | 75    |       |
| 4. März  | Armando Bernabiti                            | italienischer Architekt und Stadtplaner                                                                | 70    |       |
| 4. März  | Alfonso Bialetti                             | italienischer Erfinder                                                                                 | 81    |       |
| 4. März  | Peter Godfrey                                | britischer Regisseur, Autor, Schauspieler und Produzent                                                | 70    |       |
| 4. März  | Ludwig Habelitz                              | deutscher Politiker, MdL                                                                               | 80    |       |
| 4. März  | August Hitzfeld                              | deutscher Politiker, MdBB                                                                              | 79    |       |
| 4. März  | Rodolfo Moleiro                              | venezolanischer Lyriker                                                                                | 71    |       |
| 4. März  | Wilhelm Möllers                              | deutscher Politiker (KPD), MdL                                                                         | 71    |       |
| 4. März  | Gisbert von Teuffel                          | deutscher Architekt und Hochschullehrer                                                                | 88    |       |
| 5. März  | Paul Johannes Beger                          | deutscher Geowissenschaftler und Hochschullehrer                                                       | 83    |       |
| 5. März  | Werner Danckert                              | deutscher Volksliedforscher                                                                            | 69    |       |
| 5. März  | Josef Rupert Geiselmann                      | römisch-katholischer Theologiehistoriker und Dogmatiker                                                | 80    |       |
| 5. März  | Paul Hofmann                                 | deutscher Tierarzt und Hygieniker                                                                      | 73    |       |
| 5. März  | Werner Jacobi                                | deutscher Jurist und Politiker, MdL, MdB                                                               | 63    |       |
| 5. März  | Ernst Sagebiel                               | deutscher Architekt und Hochschullehrer                                                                | 77    |       |
| 5. März  | Herbert Schneider                            | deutscher Architekt                                                                                    | 67    |       |
| 5. März  | Eugen Schönberger                            | deutscher Fabrikant                                                                                    | 98    |       |
| 5. März  | Josef Weber                                  | deutscher Fußballspieler                                                                               | 71    |       |
| 5. März  | Toivo Wiherheimo                             | finnischer Politiker, Mitglied des Reichstags                                                          | 71    |       |
| 6. März  | Carl Broßmann                                | deutscher Politiker (NSDAP, CDU)                                                                       | 77    |       |
| 6. März  | Hans Heibach                                 | deutscher Fußballspieler                                                                               | 51    |       |
| 6. März  | Wlastimil Hofman                             | polnischer Maler                                                                                       | 88    |       |
| 6. März  | William Hopper                               | US-amerikanischer Schauspieler                                                                         | 55    |       |
| 6. März  | Iwan Alexejewitsch Lopatin                   | US-amerikanisch-russischer Ethnologe                                                                   | 82    |       |
| 6. März  | Frankie Neil                                 | US-amerikanischer Boxer im Bantamgewicht                                                               | 86    |       |
| 6. März  | Meuccio Ruini                                | italienischer Politiker                                                                                | 92    |       |
| 6. März  | Max Schwabe                                  | deutscher Unternehmer                                                                                  | 40    |       |
| 6. März  | Josef Wittwer                                | deutscher Politiker, MdL                                                                               | 39    |       |
| 7. März  | Adolph Willem Carel Bentinck van Schoonheten | niederländischer Diplomat                                                                              | 64    |       |
| 7. März  | Walter Bubbe                                 | deutscher Klassischer Philologe und Gymnasiallehrer                                                    | 79    |       |
| 7. März  | Charles Henderson                            | US-amerikanischer Komponist, Dirigent, Pianist, Autor und Liedtexter                                   | 63    |       |
| 7. März  | Olga Limburg                                 | deutsche Schauspielerin                                                                                | 88    |       |
| 7. März  | Cyril Monk                                   | australischer Geiger, Musikpädagoge und Komponist                                                      | 87    |       |
| 7. März  | Herbert Springl                              | deutscher Rechtsanwalt und Kommunalpolitiker                                                           | 45    |       |
| 8. März  | Hans Hansen                                  | färöischer Maler                                                                                       | 49    |       |
| 8. März  | Walter Malletke                              | deutscher Wirtschaftswissenschaftler                                                                   | 85    |       |
| 8. März  | Kinouchi Yoshi                               | japanischer Bildhauer                                                                                  | 77    |       |
| 8. März  | Leo Konforti                                 | bulgarischer Schauspieler                                                                              | 59    |       |
| 8. März  | Erik Larsson                                 | schwedischer Eishockeyspieler                                                                          | 65    |       |
| 8. März  | John Leipold                                 | US-amerikanischer Filmkomponist                                                                        | 82    |       |
| 8. März  | Paul Mayer                                   | deutschsprachiger Lektor, Schriftsteller und Übersetzer                                                | 81    |       |
| 8. März  | Abraham N. Poliak                            | israelischer Historiker                                                                                | 59    |       |
| 8. März  | Anton Räderscheidt                           | deutscher Maler der Moderne                                                                            | 77    |       |
| 8. März  | Johanna Sibelius                             | deutsche Drehbuchautorin                                                                               | 57    |       |
| 9. März  | Heinrich Degen                               | deutscher Kommunalpolitiker                                                                            | 67    |       |
| 9. März  | Carl Friedrich Ophüls                        | deutscher Diplomat und Hochschullehrer                                                                 | 74    |       |
| 9. März  | Richard Tüngel                               | deutscher Architekt, Chefredakteur der Wochenzeitung Die Zeit                                          | 76    |       |
| 10. März | Fritz Benscher                               | deutscher Schauspieler, Moderator, Hörspielsprecher und -regisseur                                     | 65    |       |
| 10. März | Georg de Laval                               | schwedischer Sportschütze und Moderner Fünfkämpfer                                                     | 86    |       |
| 10. März | Auguste Lemaître                             | Schweizer evangelischer Geistlicher und Hochschullehrer                                                | 82    |       |
| 10. März | Karl Merz                                    | deutscher Maler                                                                                        | 80    |       |
| 10. März | Fritz Münch                                  | elsässischer Chordirigent und Theologe                                                                 | 79    |       |
| 10. März | Franz Op den Orth                            | deutscher Politiker, MdL, MdB                                                                          | 67    |       |
| 10. März | Edward Statkiewicz                           | polnischer Geiger und Musikpädagoge                                                                    | 49    |       |
| 10. März | Alfred Victor Verville                       | US-amerikanischer Flugzeugbaupionier                                                                   | 79    |       |
| 10. März | Richard Voigt                                | deutscher Politiker, MdL                                                                               | 74    |       |
| 10. März | Eckhard Wehage                               | deutsches Todesopfer an der Berliner Mauer                                                             | 21    |       |
| 11. März | Homer Bone                                   | US-amerikanischer Jurist und Politiker                                                                 | 87    |       |
| 11. März | Isai Alexandrowitsch Braudo                  | ukrainisch-sowjetischer Organist und Hochschullehrer                                                   | 73    |       |
| 11. März | Kurt Feldt                                   | deutscher General der Kavallerie im Zweiten Weltkrieg                                                  | 82    |       |
| 11. März | Friedrich Focke                              | deutscher klassischer Philologe und Hochschullehrer                                                    | 80    |       |
| 11. März | Erle Stanley Gardner                         | US-amerikanischer Krimi-Schriftsteller                                                                 | 80    |       |
| 11. März | Constantin Gerhardinger                      | deutscher Maler                                                                                        | 81    |       |
| 11. März | Patrick Lenihan                              | irischer Politiker                                                                                     | 67    |       |
| 11. März | Hans Luther                                  | deutscher Jurist, KdS und Kriegsverwaltungsrat                                                         | 61    |       |
| 11. März | Russell van Horn                             | US-amerikanischer Boxer                                                                                | 84    |       |
| 12. März | Oskar Kurpat                                 | deutscher Journalist                                                                                   | 75    |       |
| 12. März | Grete Merrem-Nikisch                         | deutsche Opernsängerin                                                                                 | 82    |       |
| 12. März | Josef Söhngen                                | deutscher Buchhändler, Antifaschist                                                                    | 75    |       |
| 12. März | Else Voos-Heißmann                           | deutsche Politikerin, MdL                                                                              | 56    |       |
| 13. März | Enrique Campos                               | uruguayischer Tangosänger, Bandleader und Tangokomponist                                               | 57    |       |
| 13. März | Richmond Eve                                 | australischer Wasserspringer                                                                           | 68    |       |
| 13. März | Suzanne Ferrière                             | Schweizer Musikpädagogin und humanitäre Aktivistin                                                     | 83    |       |
| 13. März | Paul Ikrath                                  | österreichischer Porträt- und Landschaftsmaler und Kunstpädagoge                                       | 81    |       |
| 13. März | Aleksander Kalvet                            | estnischer Fußballspieler                                                                              | 66    |       |
| 13. März | A. A. MacLeod                                | kanadischer Politiker                                                                                  | 67    |       |
| 13. März | Sigismund von Radecki                        | deutscher Schriftsteller und Übersetzer                                                                | 78    |       |
| 13. März | Emil Ruder                                   | Schweizer Lehrer der Typografie                                                                        | 55    |       |
| 14. März | Karl Bathke                                  | deutscher Chefredakteur des ADN und der Leipziger Volkszeitung                                         | 69    |       |
| 14. März | Vicco von Bülow-Schwante                     | deutscher Diplomat                                                                                     | 78    |       |
| 14. März | Albert S. D’Agostino                         | US-amerikanischer Szenenbildner                                                                        | 77    |       |
| 14. März | Jack R. Gage                                 | US-amerikanischer Politiker                                                                            | 71    |       |
| 14. März | Alexander Wolfgang                           | deutscher Maler                                                                                        | 76    |       |
| 15. März | Awni Abd al-Hadi                             | liberaler palästinensischer Politiker                                                                  |       |       |
| 15. März | Arthur Adamov                                | französischer Schriftsteller und Dramatiker                                                            | 61    |       |
| 15. März | Josef Martin Bauer                           | deutscher Schriftsteller                                                                               | 69    |       |
| 15. März | Fritz Garbe                                  | deutscher evangelischer Geistlicher, Archivar und Kirchenhistoriker                                    | 78    |       |
| 15. März | Rudolf Hautmann                              | österreichischer Widerstandskämpfer und erster Polizeichef Wiens                                       | 63    |       |
| 15. März | Tarjei Vesaas                                | norwegischer Romancier, Lyriker und Dramatiker                                                         | 72    |       |
| 15. März | Wilson D. Wallis                             | US-amerikanischer Anthropologe                                                                         | 84    |       |
| 16. März | Friedrich Dorn                               | deutscher Manager in der Zellstoffindustrie                                                            | 63    |       |
| 16. März | Josef Fiedler                                | österreichischer Komponist, Kapellmeister und Pianist                                                  | 71    |       |
| 16. März | Hermann Graf                                 | deutscher Architekt, Schulleiter und Museumsdirektor                                                   | 82    |       |
| 16. März | Bohumil Heš                                  | tschechoslowakischer Filmarchitekt                                                                     | 80    |       |
| 16. März | Pierre Lorin                                 | französischer Eishockeyspieler                                                                         | 59    |       |
| 16. März | Fritz Maenicke                               | deutscher Bildhauer und Restaurator                                                                    | 77    |       |
| 16. März | Sergius Pauser                               | österreichischer Maler                                                                                 | 73    |       |
| 16. März | Jerzy Szaniawski                             | polnischer Dramatiker                                                                                  | 84    |       |
| 16. März | Tammi Terrell                                | US-amerikanische Soul- und Rhythm-and-Blues-Sängerin                                                   | 24    |       |
| 16. März | August Wehrmann                              | deutscher Politiker                                                                                    | 76    |       |
| 17. März | Konrad Friedrich Bauer                       | deutscher Typograf und Lehrer                                                                          | 66    |       |
| 17. März | Jérôme Carcopino                             | französischer Althistoriker                                                                            | 88    |       |
| 17. März | Fernand Crommelynck                          | belgischer Dramatiker                                                                                  | 83    |       |
| 17. März | Günther Dehn                                 | deutscher evangelischer Pastor und praktischer Theologe                                                | 87    |       |
| 17. März | Herbert Osterkamp                            | deutscher Offizier, zuletzt General der Artillerie im Zweiten Weltkrieg                                | 75    |       |
| 18. März | William Beaudine                             | US-amerikanischer Regisseur                                                                            | 78    |       |
| 18. März | Franz Deus                                   | deutscher Gewerkschafter                                                                               | 69    |       |
| 18. März | Håkon Endreson                               | norwegischer Turner                                                                                    | 79    |       |
| 18. März | Fred Hall                                    | US-amerikanischer Jurist und Politiker                                                                 | 53    |       |
| 18. März | Theo Rehm                                    | deutscher evangelischer Theologe, Zahnarzt und Politiker (NSDAP), MdR                                  | 73    |       |
| 18. März | Christoff von Vojkffy                        | österreichisch-deutscher Amateurarchäologe                                                             | 90    |       |
| 19. März | Elijah Lewis Forrester                       | US-amerikanischer Politiker                                                                            | 73    |       |
| 19. März | Eduard Fueter junior                         | Schweizer Historiker                                                                                   | 61    |       |
| 19. März | František Junek                              | tschechoslowakischer Fußballspieler                                                                    | 63    |       |
| 19. März | Walter McGrail                               | US-amerikanischer Filmschauspieler                                                                     | 81    |       |
| 19. März | Armando Ronca                                | italienischer Architekt                                                                                | 68    |       |
| 19. März | Franz Zdralek                                | deutscher Jurist und Politiker, MdL                                                                    | 75    |       |
| 20. März | Johann Bohle                                 | österreichischer Geistlicher und Landtagsabgeordneter zum Vorarlberger Landtag                         | 73    |       |
| 20. März | Josef Anton Fässler                          | österreichischer Politiker, Landtagsabgeordneter zum Vorarlberger Landtag                              | 76    |       |
| 20. März | Herbert Grundmann                            | deutscher Historiker                                                                                   | 68    |       |
| 20. März | Konstantin Höß                               | deutscher Politiker (NSDAP), MdR                                                                       | 66    |       |
| 20. März | Karl Knappe                                  | deutscher Bildhauer                                                                                    | 85    |       |
| 20. März | Erich Neubert                                | deutscher Kinderbuchillustrator und Bilderbuchkünstler                                                 | 74    |       |
| 20. März | Wilhelm Nieberg                              | deutscher Politiker, MdB, Oberbürgermeister von Oldenburg                                              | 82    |       |
| 20. März | Alexander Iwanowitsch Puschkin               | russischer Tänzer und Ballettmeister                                                                   | 62    |       |
| 20. März | Hans Schmitz                                 | österreichischer Rechtswissenschaftler und Universitätsprofessor                                       | 73    |       |
| 21. März | Manolis Chiotis                              | griechischer Bouzouki-Spieler                                                                          | 50    |       |
| 21. März | George Eric Rowe Gedye                       | britischer Journalist, Autor und Geheimdienstmitarbeiter                                               | 79    |       |
| 21. März | Marlen Haushofer                             | österreichische Schriftstellerin                                                                       | 49    |       |
| 21. März | Josef Hengge                                 | deutscher Maler                                                                                        | 80    |       |
| 21. März | Hendrik Sartov                               | dänischer Fotograf und Stummfilmkameramann                                                             | 85    |       |
| 21. März | Jack Sels                                    | belgischer Jazzmusiker und Komponist                                                                   | 48    |       |
| 21. März | Franz Stöhr                                  | österreichischer Politiker, Landtagsabgeordneter                                                       | 48    |       |
| 21. März | Henri de Ziegler                             | Schweizer Philologe und Schriftsteller                                                                 | 84    |       |
| 22. März | Carlo Favagrossa                             | italienischer General                                                                                  | 81    |       |
| 22. März | Walter Jockisch                              | deutscher Opernregisseur und Opernintendant                                                            | 63    |       |
| 22. März | Robert Kahn                                  | deutschamerikanischer Lyriker und Germanist                                                            | 46    |       |
| 22. März | Georges Malkine                              | französischer Schauspieler und Künstler des Surrealismus                                               | 71    |       |
| 22. März | Henryk Świątkowski                           | polnischer Politiker, Rechtsanwalt und Rechtswissenschaftler                                           | 73    |       |
| 23. März | Alois Kassner                                | deutscher Zauberkünstler                                                                               | 82    |       |
| 23. März | Georg Lange                                  | deutscher Chirurg und Röntgenologe                                                                     | 86    |       |
| 23. März | Kurt Martius                                 | deutscher Politiker (NSDAP), MdR                                                                       | 65    |       |
| 23. März | Ludwig Rödl                                  | deutscher Schachmeister                                                                                | 62    |       |
| 23. März | James Earl Rudder                            | US-amerikanischer Militär, Politiker und Hochschulpräsident                                            | 59    |       |
| 23. März | Jascha Spiwakowski                           | russischer Pianist                                                                                     | 73    |       |
| 23. März | Guy Weitz                                    | belgischer Organist und Komponist                                                                      | 86    |       |
| 24. März | Franz Theodor von Brücke                     | österreichischer Pharmakologe                                                                          | 62    |       |
| 24. März | Walter Heichen                               | deutscher Schriftsteller                                                                               | 93    |       |
| 24. März | Hanns von Krannhals                          | deutscher Osteuropahistoriker, Übersetzer und Autor                                                    | 58    |       |
| 24. März | Hans Lentze                                  | deutsch-österreichischer Geistlicher                                                                   | 61    |       |
| 24. März | Emilio Sosa Gaona                            | paraguayischer Ordenspriester und römisch-katholischer Bischof                                         | 85    |       |
| 24. März | Ernst Supf                                   | deutscher Unternehmer und Politiker, MdB                                                               | 74    |       |
| 24. März | Wilhelm Tarras                               | deutscher Jockey im Galopprennsport                                                                    | 69    |       |
| 25. März | Kaspar Albrecht                              | österreichischer Architekt und Bildhauer                                                               | 80    |       |
| 25. März | Jesse M. Donaldson                           | US-amerikanischer Politiker                                                                            | 84    |       |
| 25. März | Egon Dreger                                  | deutscher Spanienkämpfer und DDR-Diplomat                                                              | 70    |       |
| 25. März | Christian T. Elvey                           | US-amerikanischer Astronom und Geophysiker                                                             | 70    |       |
| 25. März | Otto Günther                                 | österreichischer Diplomat                                                                              | 85    |       |
| 25. März | Hans Mahler                                  | deutscher Theater- und Filmschauspieler                                                                | 69    |       |
| 25. März | Viktor Rembold                               | deutscher Schiffbauingenieur und Hochschullehrer                                                       | 86    |       |
| 25. März | Virginia Van Upp                             | US-amerikanische Filmproduzentin                                                                       | 68    |       |
| 26. März | Fritz Ascher                                 | deutscher expressionistischer Maler und Dichter                                                        | 76    |       |
| 26. März | Patricia Ellis                               | US-amerikanische Schauspielerin und Sängerin                                                           | 51    |       |
| 26. März | Julius Albert Krug                           | US-amerikanischer Wirtschaftsmanager, Politiker und Innenminister                                      | 62    |       |
| 27. März | Raymond O’Hurley                             | kanadischer Politiker                                                                                  | 60    |       |
| 27. März | Albert Rauch                                 | österreichischer Kunsterzieher, Maler und Bürgermeister                                                | 61    |       |
| 27. März | A. C. Schiffler                              | US-amerikanischer Politiker                                                                            | 80    |       |
| 27. März | Kurt Tecklenburg                             | deutscher Eisenbahnbeamter                                                                             | 95    |       |
| 27. März | Jacob Walcher                                | schwäbischer Revolutionär                                                                              | 82    |       |
| 28. März | Nathan Alterman                              | israelischer Schriftsteller und Zionist                                                                | 59    |       |
| 28. März | John W. Bonner                               | US-amerikanischer Jurist und Politiker                                                                 | 67    |       |
| 28. März | Margarete Bonnevie                           | norwegische Schriftstellerin, Politikerin und Frauenrechtlerin                                         | 85    |       |
| 28. März | Michael Bruxner                              | australischer Politiker, Offizier, Mitglied der Legislativversammlung und Minister von New South Wales | 88    |       |
| 28. März | Ernst-Albrecht Hildebrandt                   | deutscher SS-Führer und Polizeipräsident                                                               | 74    |       |
| 28. März | Dora Kahlich-Könner                          | österreichische Anthropologin                                                                          | 64    |       |
| 28. März | Engelbert Kirschbaum                         | christlicher Archäologe                                                                                | 68    |       |
| 28. März | Kingsley A. Taft                             | US-amerikanischer Jurist und Politiker                                                                 | 66    |       |
| 28. März | Georg Troescher                              | deutscher Kunsthistoriker                                                                              | 76    |       |
| 28. März | Leonard G. Wolf                              | US-amerikanischer Politiker                                                                            | 44    |       |
| 29. März | Harold Elmer Anthony                         | US-amerikanischer Zoologe und Paläontologe                                                             | 79    |       |
| 29. März | John Amadu Bangura                           | sierra-leonisches Staatsoberhaupt                                                                      | 40    |       |
| 29. März | Vera Brittain                                | britische Schriftstellerin                                                                             | 76    |       |
| 29. März | Lew Wladimirowitsch Kuleschow                | sowjetischer Regisseur                                                                                 | 71    |       |
| 29. März | Herbert H. Read                              | britischer Geologe                                                                                     | 80    |       |
| 29. März | Anna Louise Strong                           | US-amerikanische Journalistin und Autorin                                                              | 84    |       |
| 29. März | Stephan Tauschitz                            | österreichischer Politiker und Diplomat                                                                | 80    |       |
| 30. März | Luigi Balestra                               | Schweizer Politiker                                                                                    | 96    |       |
| 30. März | Heinrich Brüning                             | deutscher Politiker, MdR und Reichskanzler (1930–1932)                                                 | 84    |       |
| 30. März | Franz Hellberg                               | deutscher Unternehmer in der Braunkohlenindustrie                                                      | 75    |       |
| 30. März | Frederick Gerard Peake                       | britischer Offizier, Gründer der 'Arabischen Legion'                                                   | 83    |       |
| 31. März | Erwin Hahs                                   | deutscher Maler und Grafiker                                                                           | 82    |       |
| 31. März | Hans Himmler                                 | deutscher Politiker                                                                                    | 79    |       |
| 31. März | Juan Quiñones                                | chilenischer Fußballspieler                                                                            | 70    |       |
| 31. März | Karl Schlumprecht                            | SS-Brigadeführer                                                                                       | 68    |       |
| 31. März | Semjon Konstantinowitsch Timoschenko         | sowjetischer Marschall der Sowjetunion                                                                 | 75    |       |
| 31. März | George Wootten                               | australischer Offizier                                                                                 | 76    |       |
| März     | August Desiderius Graf Basselet de la Rosée  | bayerischer Monarchist                                                                                 | 71    |       |
| März     | Frederick R. Macaulay                        | kanadischer Ökonom                                                                                     | 87    |       |
| März     | Jackie Sharkey                               | italienischer Boxer im Bantamgewicht                                                                   | 72    |       |